# Choi Sun-ho
Choi Sun-ho (kor. 최선호 ;ur. 24 czerwca 1977) – południowokoreański judoka. Olimpijczyk z Pekinu 2008, gdzie zajął dwudzieste miejsce w wadze średniej.
Medalista mistrzostw Azji w latach 2003 – 2008. Wicemistrz igrzysk wojskowych w 2003. Trzy medale na MŚ wojskowych.

## Letnie Igrzyska Olimpijskie 2008
| Konkurencja | Rundy eliminacyjne    | Klas. końcowa |
| Konkurencja | Przeciwnik I          | Miejsce       |
| ----------- | --------------------- | ------------- |
| 90 kg       | Hiszam Misbah (EGY) P | 20.           |